# دونگچئون-دونگ (یونگین)
دونگچئون-دونگ (یونگین) (به لاتین: Dongcheon-dong) یک منطقهٔ مسکونی در کره جنوبی است که در سوجی-گو واقع شده‌است.